# Absorptionslinje
En absorptionslinje i et spektrum er en mørk linje mod baggrunden af spektrets omtrent enslysende baggrund.
| Astronomi | Spire Denne artikel om astronomi er en spire som bør udbygges. Du er velkommen til at hjælpe Wikipedia ved at udvide den. |